# Florian Fandler
Florian Fandler (Halle, RDA, 8 de octubre de 1987) es un deportista alemán que compite en saltos de plataforma. Ganó dos medallas de bronce en el Campeonato Europeo de Natación, en los años 2018 y 2019.

## Palmarés internacional
| Campeonato Europeo | Campeonato Europeo    | Campeonato Europeo | Campeonato Europeo           |
| Año                | Lugar                 | Medalla            | Prueba                       |
| ------------------ | --------------------- | ------------------ | ---------------------------- |
| 2018               | Glasgow (Reino Unido) | Medalla de bronce  | Plataforma 10 m sincro mixto |
| 2019               | Kiev (Ucrania)        | Medalla de bronce  | Plataforma 10 m sincro mixto |